# 44 Inch Chest – Mehr Platz braucht Rache nicht
44 Inch Chest – Mehr Platz braucht Rache nicht (Originaltitel: 44 Inch Chest) ist ein britischer Spielfilm aus dem Jahr 2009. Das Drehbuch stammt von Louis Mellis und David Scinto, die ebenfalls in einem anderen britischen Gangsterdrama namens Sexy Beast (2000) zusammengearbeitet hatten. Produziert wurde der Film von Richard Brown und Steve Golin. Es ist das Spielfilmdebüt des britischen Werbespot-Regisseurs und Fotograf Malcolm Venville. Die Musik entstand in einer Zusammenarbeit zwischen dem US-amerikanischen Komponisten Angelo Badalamenti und der britischen Trip-Hop-Band Massive Attack.

## Handlung
Colin Diamond ist ein erfolgreicher Autoverkäufer. Nachdem er herausfindet, dass seine Frau Liz eine Affäre hat, erleidet er einen emotionalen Zusammenbruch. Seine Freunde überzeugen ihn, den Liebhaber seiner Frau zu entführen und zu foltern sowie letztendlich zu töten. Diamonds kriminelle Partner sind der homosexuelle Spieler Meredith, der schrullige und bigotte Old Man Peanut, der auf dem Boden gebliebene Archie und der gefährliche Mal. Sie fördern abwechselnd Colins Rachsucht und sympathisieren mit seiner Situation. Sie verschwören sich emotional und mental gegen Liz’ neuen Mann Loverboy, einen „Froschschenkel“-Kellner, indem sie ihn erst in einen Schrank sperren und dann bedrohen sowie an einen Stuhl fesseln und schließlich mit verbalen und körperlichen Übergriffen demütigen.
Teile der Geschichte kommen in Rückblenden vor, in denen Colin Liz’ Untreue und die Nachwirkungen davon entdeckt, die dann Auswirkungen auf die Gegenwart haben, in der er versucht, mit seiner Scham zurechtzukommen. Teile der Geschichte erscheinen auch in Colins Gedanken, in denen er versucht, sich mit sich selbst zu versöhnen, indem er seine Freunde als Repräsentationen der eigenen Aufruhr und als Lösung der Situation benutzt.

## Kritiken
44 Inch Chest – Mehr Platz braucht Rache nicht erhielt gemischte Rezensionen. So gab Rotten Tomatoes an, dass 40 % der 77 Beurteilungen positiv ausfielen, das entspricht einem Schnitt von 5,2 von 10 möglichen Punkten. Der Daily Telegraph gab dem Film 3 von möglichen 5 Sternen, während News of the World 4 von 5 Sternen vergab. Peter Bradshaw vom Guardian war weniger begeistert und gab lediglich 2 von 5 Sternen.